# Paco Osuna

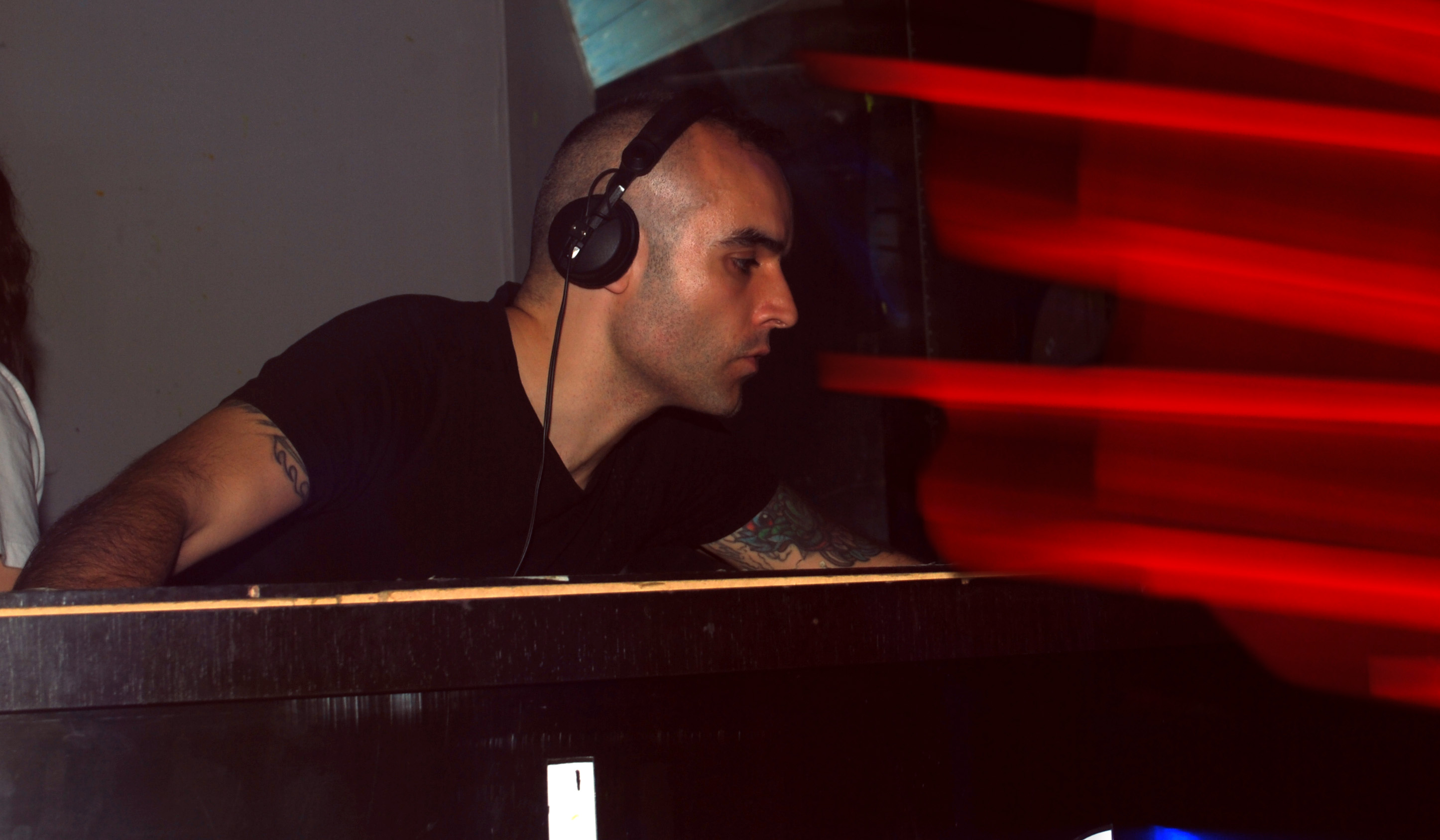
Paco Osuna

Paco Osuna Pérez (* 1974 in Barcelona) ist ein spanischer DJ und Produzent im Bereich Techno.
Zu seinen Besonderheiten gehört zum Beispiel die Fähigkeit, auf drei Decks gleichzeitig spielen zu können.
Seine ersten Produktionen erschienen auf Lucas Records: Smoke Paper, Devil's Club Pt.1 und Devil's Club Pt.2.
Später erfolgten Produktionen auf bekannteren Labels wie Marco Carolas Label Zenit, Plus 8, Serial Killers und m_nus.
1999 wurde er Resident-DJ im Amnesia auf Ibiza. Er war somit einer der ersten DJs, die auf dieser Insel Techno spielten.
Als erster spanischer DJ wurde er von Sven Väths Cocoon Booking Agentur unter Vertrag genommen. Er produzierte den ersten Teil der Techno-Mix-Serie Amnesia: Ibiza Underground.
In Deutschland war er unter anderem in Clubs wie Tresor (Berlin) oder U60311 (Frankfurt) vertreten.

## Diskografie (Auswahl)
- 2007 – Crazy (12")  Plus 8 Records Ltd.

Remixe
- Adam Beyer – Swedish Silver

Mix-Kompilationen
- Amnesia Ibiza Underground 2001 – Sessions Vol. One
- Amnesia Ibiza Underground #3 – Sessions Vol. Six